# 彼得·勞福德
彼得·悉尼·恩內斯特·勞福德（英語：Peter Sydney Ernest Lawford，1923年9月7日—1984年12月24日），又名彼得·勞福德（英語：Peter Lawford），原名艾倫（英語：Aylen），生於英國倫敦，美國演員，鼠黨（Rat Pack）的成員之一。他的首任妻子派翠西亞·甘迺迪是美國總統約翰·甘迺迪的妹妹。

## 生平
彼得·勞福德生於英國倫敦，是悉尼·圖靈·巴洛·勞福德爵士（Sydney Turing Barlow Lawford）與梅·桑莫維·邦尼（May Somerville Bunny）的非婚生子。在他出生時，母親梅·桑莫維·邦尼已經與上尉恩斯特·范·埃連（Ernest Vaughn Aylen）結婚。她向他坦承，彼得·勞福德是她婚外情所生，恩斯特·范·埃連因此與她離婚，造成醜聞。1924年9月，一歲時，他母親與勞福德爵士結婚。
1930年，7歲時，在英國電影可憐的老比爾（Poor Old Bill）中演出。彼得·勞福德跟他的家庭，在法國長大，四處遊歷，沒有受過正規教育。14歲時，因為意外打破玻璃門，造成右手手臂受傷，神經受損。他經常隱藏他行動不便的右手，但是也因為這個問題，使得他在二次世界大戰期間，不用入伍當兵。